# 莱谢克·卢比奇-内奇
莱谢克·卢比奇-内奇（波蘭語：Leszek Lubicz-Nycz，1899年8月20日—1939年9月22日），波兰男子击剑运动员。他曾代表波兰参加1932年夏季奥林匹克运动会击剑比赛，获得男子团体佩剑铜牌。